# Liste der Naturdenkmale in Stetten am kalten Markt
| Naturdenkmale | Anzahl |
| ------------- | ------ |
| FND           | 2      |
| END           | 22     |
| Gesamt        | 24     |

Die Liste der Naturdenkmale in Stetten am kalten Markt nennt die verordneten Naturdenkmale (ND) der im baden-württembergischen Landkreis Sigmaringen liegenden Gemeinde Stetten am kalten Markt. In Stetten am kalten Markt gibt es insgesamt 24 als Naturdenkmal geschützte Objekte, davon 2 flächenhafte Naturdenkmale (FND) und 22 Einzelgebilde-Naturdenkmale (END).
Stand: 1. November 2016.

## Flächenhafte Naturdenkmale (FND)
| Name                       | Bild | Kennung     | Einzelheiten            | Position | Fläche Hektar | Datum         |
| -------------------------- | ---- | ----------- | ----------------------- | -------- | ------------- | ------------- |
| Klarahöhle (hohler Felsen) | BW   | 84371070001 | Stetten am kalten Markt | ⊙        | 0,0           | 13. Feb. 1948 |
| Ritterhöhle                | BW   | 84371070000 | Stetten am kalten Markt | ⊙        | 0,0           | 30. Okt. 1987 |
| Legende für Naturdenkmal   |      |             |                         |          |               |               |

## Einzelgebilde (END)
| Name                                          | Bild | Kennung     | Einzelheiten            | Position | Fläche Hektar | Datum         |
| --------------------------------------------- | ---- | ----------- | ----------------------- | -------- | ------------- | ------------- |
| Beck-Linden (Glashütte)                       | BW   | 84371070005 | Stetten am kalten Markt | ⊙        | 0,0           | 29. Sep. 1999 |
| Bergäcker-Esche                               | BW   | 84371070017 | Stetten am kalten Markt | ⊙        | 0,0           | 29. Sep. 1999 |
| Bubser-Linden                                 | BW   | 84371070019 | Stetten am kalten Markt | ⊙        | 0,0           | 29. Sep. 1999 |
| Emil-Dreher-Esche                             | BW   | 84371070024 | Stetten am kalten Markt | ⊙        | 0,0           | 5. März 2002  |
| Höhle bei den Steighöfen                      |      | 84371070023 | Stetten am kalten Markt | ???      | 0,0           | 10. Okt. 1949 |
| Kirsche (bei Wangers)                         | BW   | 84371070009 | Stetten am kalten Markt | ⊙        | 0,0           | 29. Sep. 1999 |
| Lerchenbau-Linde (Goreth-Linde)               | BW   | 84371070010 | Stetten am kalten Markt | ⊙        | 0,0           | 29. Sep. 1999 |
| Linde am Feldkreuz (Mogg-Linde)               | BW   | 84371070016 | Stetten am kalten Markt | ⊙        | 0,0           | 29. Sep. 1999 |
| Linde am roten Kreuzle                        | BW   | 84371070011 | Stetten am kalten Markt | ⊙        | 0,0           | 29. Sep. 1999 |
| Linde am Saustall (Hoh-Kreuz-Linde)           | BW   | 84371070014 | Stetten am kalten Markt | ⊙        | 0,0           | 29. Sep. 1999 |
| Linde auf den Schnallenäckern (Riester-Linde) | BW   | 84371070008 | Stetten am kalten Markt | ⊙        | 0,0           | 29. Sep. 1999 |
| Linde (Klein-Hannes-Linde)                    | BW   | 84371070006 | Stetten am kalten Markt | ⊙        | 0,0           | 29. Sep. 1999 |
| Marquart-Linde                                | BW   | 84371070004 | Stetten am kalten Markt | ⊙        | 0,0           | 29. Sep. 1999 |
| Riester-Linde                                 | BW   | 84371070013 | Stetten am kalten Markt | ⊙        | 0,0           | 29. Sep. 1999 |
| Rosskastanie                                  | BW   | 84371070021 | Stetten am kalten Markt | ⊙        | 0,0           | 12. Juli 1989 |
| Scherers-Kreuz-Linde                          | BW   | 84371070015 | Stetten am kalten Markt | ⊙        | 0,0           | 29. Sep. 1999 |
| Schulhoflinden                                | BW   | 84371070018 | Stetten am kalten Markt | ⊙        | 0,0           | 29. Sep. 1999 |
| Stieleiche (Ländle-Eiche)                     | BW   | 84371070002 | Stetten am kalten Markt | ⊙        | 0,0           | 29. Sep. 1999 |
| Unger-Linde                                   | BW   | 84371070007 | Stetten am kalten Markt | ⊙        | 0,0           | 29. Sep. 1999 |
| 2 Linden (Beck-Linden)                        | BW   | 84371070012 | Stetten am kalten Markt | ⊙        | 0,0           | 29. Sep. 1999 |
| 2 Sommerlinden (Brunnenlinde)                 | BW   | 84371070020 | Stetten am kalten Markt | ⊙        | 0,0           | 18. Mai 1971  |
| 23 Linden (Gottesacker-Linden)                | BW   | 84371070022 | Stetten am kalten Markt | ⊙        | 0,0           | 21. Okt. 1939 |
| Legende für Naturdenkmal                      |      |             |                         |          |               |               |